# Acropora lianae
Acropora lianae е вид корал от семейство Acroporidae.

## Разпространение
Видът е разпространен в Австралия, Индия, Индонезия, Малайзия, Сингапур, Тайланд, Филипини и Шри Ланка.

## Описание
Популацията на вида е намаляваща.